# 分枝鼠麴草
分枝鼠麴草（学名：Gnaphalium involucratum），也叫星芒鼠麴草，为菊科鼠麴草属的植物。属中国原产的植物。

## 异名
- Gnaphalium involucratum Forst. var. simplex DC.